# Jičín (distrikt)
Jičín (tjeckiska: Okres Jičín) är ett distrikt i Hradec Králové i Tjeckien. Centralort är Jičín.
I distriktet finns flera naturreservat. Det mest kända av dem är Böhmiska paradiset (Český ráj), som är nationalpark. Här finns Prachovské skály, en bergskedja i sandsten. I Jičín ligger också slottet Kost.
Omkring 68,5 procent av ytan är odlad jord, 21,5 procent är skog.
De små städerna i distriktet, såsom Prachov och Sobotka, besöks ofta av turister.

## Komplett lista över städer och byar
(städer, köpstäder och byar)
- Jičín
- Bačalky
- Bašnice
- Běchary
- Bílsko u Hořic
- Boháňka
- Borek
- Brada-Rybníček
- Březina
- Bříšťany
- Budčeves
- Bukvice
- Butoves
- Bystřice
- Cerekvice nad Bystřicí
- Červená Třemešná
- Češov
- Dětenice
- Dílce
- Dobrá Voda u Hořic
- Dolní Lochov
- Dřevěnice
- Holín
- Holovousy
- Hořice
- Cholenice
- Chomutice
- Choteč
- Chyjice
- Jeřice
- Jičíněves
- Jinolice
- Kacákova Lhota
- Kbelnice
- Kněžnice
- Konecchlumí
- Kopidlno
- Kostelec
- Kovač
- Kozojedy
- Kyje
- Lázně Bělohrad
- Libáň
- Libošovice
- Libuň
- Lískovice
- Lukavec u Hořic
- Lužany
- Markvartice
- Miletín
- Milovice u Hořic
- Mladějov
- Mlázovice
- Nemyčeves
- Nevratice
- Nová Paka
- Ohařice
- Ohaveč
- Osek
- Ostroměř
- Ostružno
- Pecka
- Petrovičky
- Podhorní Ůjezd a Vojice
- Podhradí
- Podůlší
- Radim
- Rašín
- Rohoznice
- Rokytňany
- Samšina
- Sběř
- Sedliště
- Sekeřice
- Slatiny
- Slavhostice
- Sobčice
- Soběraz
- Sobotka
- Stará Paka
- Staré Hrady
- Staré Místo
- Staré Smrkovice
- Střevač
- Sukorady
- Svatojanský Újezd
- Šárovcova Lhota
- Tetín
- Třebnouševes
- Třtěnice
- Tuř
- Úbislavice
- Údrnice
- Úhlejov
- Újezd pod Troskami
- Úlibice
- Valdice
- Veliš
- Vidochov
- Vitiněves
- Volanice
- Vrbice
- Vršce
- Vřesník
- Vysoké Veselí
- Zámostí-Blata
- Zelenecká Lhota
- Železnice
- Žeretice
- Židovice
- Žlunice